# Camp Blood 5
Camp Blood 5 ist ein US-amerikanischer Slasher-Film von Regisseur Dustin Ferguson aus dem Jahr 2016. Es handelt sich um den insgesamt sechsten Teil der Camp-Blood-Filmreihe. Da der Film Within the Woods (2005) jedoch eine Art Spin-off darstellen soll, wird dieser als fünfter Teil bezeichnet. Er wurde zusammen mit dem Vorgänger Camp Blood 4 gedreht, beide Filme gehören inhaltlich zusammen.

## Handlung
Nach den Ereignissen aus Camp Blood 4 erholt sich Raven bei ihrer Mutter. Niemand glaubt ihr, dass ihr Exfreund Michael vom wahren Camp-Blood-Killer ermordet wurde. Alle gehen davon aus, dass sie ihn in Notwehr getötet hat. Zunächst geht sie in die Stadt und besucht ein Verkleidungsgeschäft, dann schaut sie sich mit ihrer Mutter einen Horrorfilm an. Zu sehen sind nun Ausschnitte aus dem Episodenfilm Things (1993, Regie: Dennis Devine, Eugene James und Jay Woelfel) und Meathook Massacre (2015) von Dustin Ferguson.
Anschließend geht Raven zu einem Psychiater. Dieser hört sich ihre Geschichte an, die anschließend in Rückblenden aus Camp Blood 4 erzählt wird. Anschließend trifft sie sich mit zwei Freundinnen und überredet sie, Jagd auf den Camp-Blood-Killer zu machen. Nachdem beide Freundinnen ermordet wurden, gelingt es Raven, den Killerclown gefangen zu nehmen. Sie zerstückelt ihn und entwendet anschließend die Maske. Mit dieser maskiert klingelt sie an der Tür ihrer Mutter. Diese erschrickt und schreit.

## Hintergrund
Sowohl Teil 4 als auch Teil 5 wurden kostengünstig produziert. Beide Filme wurden mit Füllmaterial auf Spielfilmlänge gebracht, wobei bei Teil 5 zwei inhaltlich nichts mit dem Film zu tun habende Independent-Horrorfilme verwendet wurden sowie die kompletten letzten 10 Minuten des Vorgängers ebenfalls zu sehen waren. Daneben gibt es eine lange Shopping-Szene und Spaziergänge zu sehen. Ebenfalls lief der Abspann sehr langsam. Die eigentliche Handlung nimmt nur etwa 12 Minuten Film ein.
Der Film erschien am 21. Februar 2016 in den Vereinigten Staaten als DVD-Premiere. In Deutschland erschien keine Synchronfassung. Erstmals veröffentlicht wurde der Film dort als Mediabook von WMM am 29. Oktober 2021 in der Reihe Super Spooky Stories zusammen mit den Teilen 1 bis 6 (ohne Within the Woods). Die DVD enthält nur die englische Tonspur mit deutschen Untertiteln.

## Rezeption
Der Film wurde generell schlecht bewertet.